# Cambé
Cambé (Nova Dantzig, Nowy Gdańsk), amtlich portugiesisch Município de Cambé, ist eine Stadt in der Metropolregion Londrina im brasilianischen Bundesstaat Paraná der Região Sul. Sie hatte im Volkszählungsjahr 2010 96.733 Einwohner. Die Bevölkerung wurde zum 1. Juli 2021 auf 108.126 Einwohner geschätzt, die Cambeenser (portugiesisch cambeenses) genannt werden und auf einer Gemeindefläche von rund 495,4 km² leben. Sie steht bei der Bevölkerungszahl an 19. Stelle der 399 Munizips des Bundesstaates. Die Entfernung zur Hauptstadt Curitiba beträgt 411 km.

## Geographie
Umliegende Gemeinden sind Londrina, Rolândia, Prado Ferreira, Bela Vista do Paraíso, Jaguapitã und Sertanópolis.
Das vorherrschende Biom zählt zur Mata Atlântica.

### Klima
Die Gemeinde hat tropisches gemäßigtes Höhenklima, Cfa nach der Klimaklassifikation nach Köppen und Geiger. Die Durchschnittstemperatur ist 20,4 °C. Die durchschnittliche Niederschlagsmenge liegt bei 1466 mm im Jahr.
|                   | Jan  | Feb  | Mär  | Apr  | Mai  | Jun  | Jul  | Aug  | Sep  | Okt  | Nov  | Dez  |   |      |
| Temperatur (°C)   | 23,2 | 23,6 | 22,5 | 20,3 | 17,6 | 16,3 | 16,7 | 18,5 | 19,9 | 20,9 | 22,3 | 22,5 | Ø | 20,4 |
| Niederschlag (mm) | 203  | 173  | 134  | 106  | 106  | 81   | 56   | 50   | 90   | 149  | 139  | 179  | Σ | 1466 |

## Kommunalverwaltung
Die Exekutive liegt bei dem Stadtpräfekten (Bürgermeister). Bei der Kommunalwahl 2016 wurde Jose do Carmo Garciades Partido Trabalhista Brasileiro (PTB) zum Stadtpräfekten für die Amtszeit von 2017 bis 2020 gewählt. Er wurde bei der Kommunalwahl 2020 durch Conrado Ângelo Scheller von den Democratas für die Amtszeit von 2021 bis 2024 abgelöst.
Die Legislative liegt bei einem 10-köpfigen gewählten Stadtrat, den vereadores der Câmara Municipal.

## Bevölkerungsentwicklung
| Jahr | Einwohner | Stadt  | Land  |
| --- | --------- | ------ | ----- |
| 1991 | 76.642    | 69.617 | 7.025 |
| 2000 | 88.186    | 81.942 | 6.244 |
| 2010 | 96.733    | 92.952 | 3.781 |
| 2021 | 108.126   | ?      | ?     |
| Die zur Anzeige dieser Grafik verwendete Erweiterung wurde dauerhaft deaktiviert. Wir arbeiten aktuell daran, diese und weitere betroffene Grafiken auf ein neues Format umzustellen. (Mehr dazu) |           |        |       |

Quelle: IBGE (2011)

## Wirtschaft
Die Landwirtschaft der Gemeinde konzentriert sich auf Sojabohnen, sie verfügt über einen Industriepark, in dem sich die Agroindustrie und die chemische Industrie hervorheben.

## Durchschnittseinkommen und Lebensstandard
Das monatliche Durchschnittseinkommen betrug 2017 den Faktor 2,3 des brasilianischen Mindestlohns (Salário mínimo) von R$ 880,00 (umgerechnet für 2019: rund 458 €). Der Index der menschlichen Entwicklung (HDI) ist mit 0,734 für 2010 als hoch eingestuft.
2017 waren 26.434 Personen oder 25,1 % der Bevölkerung als fest im Arbeitsverhältnis stehend gemeldet, 28,6 % der Bevölkerung hatten 2010 ein Einkommen von der Hälfte des Minimallohns.
Das Bruttosozialprodukt pro Kopf betrug 2016 34.469,94 R$, das Bruttosozialprodukt der Gemeinde belief sich auf rund 3.605,28 × Mio. R$.

## Bildung

### Analphabetenquote
Cambé hatte 1991 eine Analphabetenquote von 21,5 % inklusive Grundschulabbrecher, die sich bei der Volkszählung 2010 bereits auf 8 % reduziert hatte. Rund 22 % der Bevölkerung waren 2010 Kinder und Jugendliche bis 15 Jahre.

## Ethnische Zusammensetzung
Ethnische Gruppen nach der statistischen Einteilung des IBGE (Stand 2000 mit 88.186 Einwohnern, Stand 2010 mit 96.733 Einwohnern): Von diesen lebten 2010 rund 96 % Einwohner im städtischen Bereich und rund 4 % im ländlichen Raum.
| Gruppe      | Anteil 2000 | Anteil 2010 | Anmerkung                        |
| ----------- | ----------- | ----------- | -------------------------------- |
| Brancos     | 64.223      | ▼ 64.210    | Weiße, Nachfahren von Europäern  |
| Pardos      | 18.624      | ▲ 27.482    | Mischrassige, Mulatten, Mestizen |
| Pretos      | 3.755       | ▲ 4.081     | Schwarze                         |
| Amarelos    | 760         | ▲ 905       | Asiaten                          |
| Indígenas   | 117         | ▼ 55        | indigene Bevölkerung             |
| ohne Angabe | 707         | –           |                                  |

## Sport
In Cambé spielen der Clube Atlético Cambé in der Staatsmeisterschaft von Paraná, gespielt wird im Estádio José Garbelini, auch als Estádio da Curva bekannt, das 1700 Zuschauer fasst.

## Söhne und Töchter der Stadt
- Luiz Carlos Hauly (* 1950), Bundesabgeordneter für Paraná
- Wellington da Silva Serezuella, genannt Wellington, (* 1982), Fußballspieler